# Бедей (Румунія)
Бедей (рум. Bădăi) — село у повіті Алба в Румунії. Входить до складу комуни Аврам-Янку.
Село розташоване на відстані 340 км на північний захід від Бухареста, 73 км на північний захід від Алба-Юлії, 76 км на південний захід від Клуж-Напоки, 138 км на північний схід від Тімішоари.

## Населення
За даними перепису населення 2002 року у селі проживали 30 осіб, усі — румуни. Усі жителі села рідною мовою назвали румунську.